# Taxe sur les allumettes (France)
Lire en ligne

Lire sur Légifrance

La taxe sur les allumettes est un ancien impôt français.

## Historique

### Droit de fabrication sur les allumettes chimiques (1871-1981)
Afin d'améliorer les finances publiques nationales éprouvées par la guerre franco-prussienne de 1870, un droit de fabrication sur les allumettes chimiques est instauré par la loi du 4 septembre 1871. Le rendement de cet impôt étant trop faible, la fabrication et l'importation des allumettes ont été déclarées monopole de l'État par la loi du 2 août 1872,. Le droit de fabrication est abrogé par la loi de finances pour 1982.

### Taxe sur les allumettes et les briquets (1987-1998)
Pour financer les mesures de prévention des feux de forêts, la loi de finances pour 1987 a créé une taxe sur les allumettes et les briquets,. Une taxe de 2 centimes est mise en place le 1er février 1987 sur les boîtes d'allumettes contenant 100 allumettes au plus et de 50 centimes sur les briquets et recharges. La taxe est supprimée par la loi de finances pour 1999 car les formalités étaient jugées trop complexes,.

## Caractéristiques

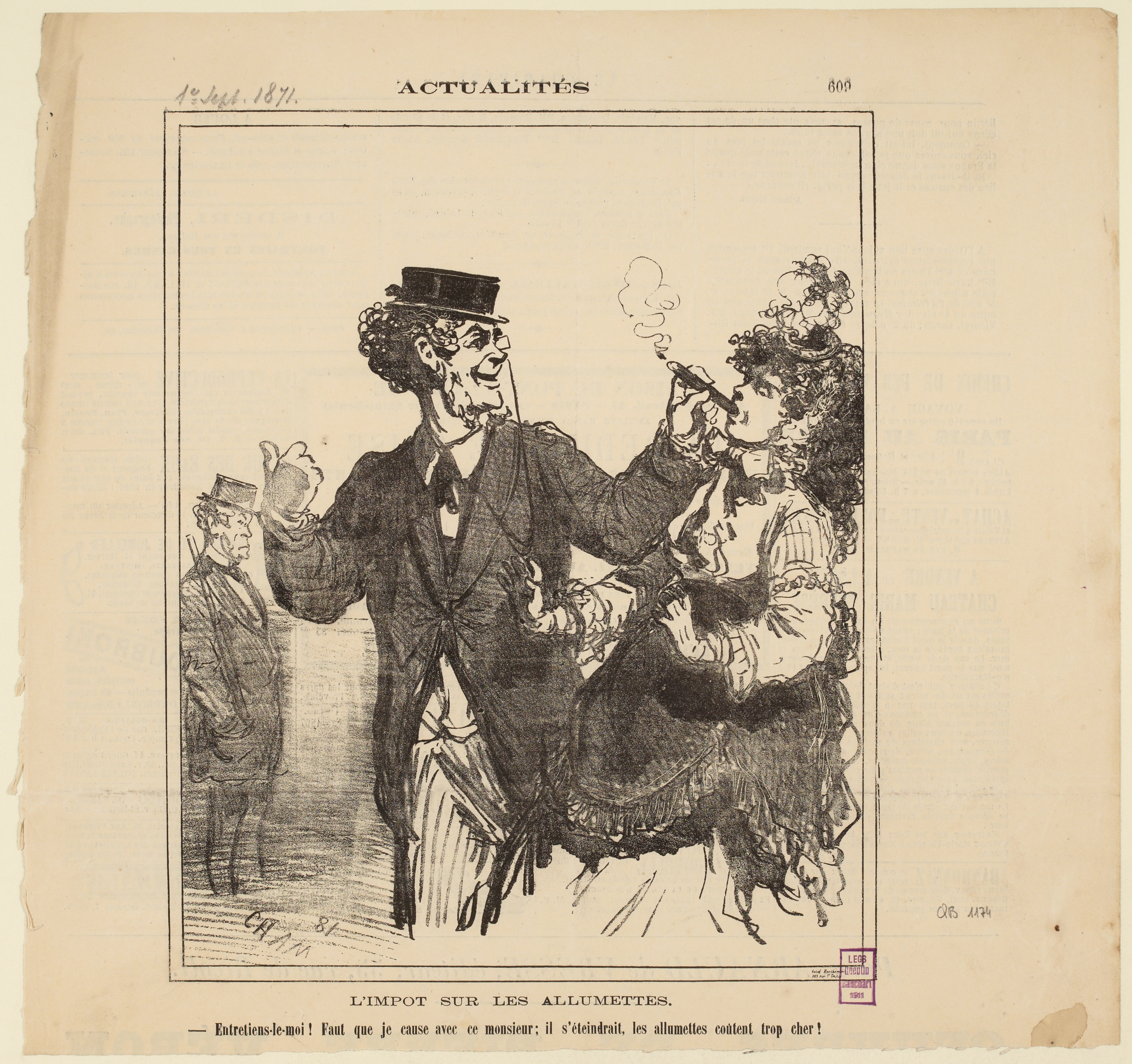
Lithographie de Cham à l'occasion de l'instauration de la taxe sur les allumettes en 1871.

### Redevables
La taxe est due par les fabricants et importateurs d'allumettes et de briquets.

### Bénéficiaire
La taxe sur les allumettes et les briquets n'est pas une ressource affectée, son produit revient au budget général de l'État.

### Produit
Le produit de la taxe était estimé à 50 millions de francs en 1988. Dix ans plus tard, le coût total de la suppression de la taxe est de 70 millions de francs.